# Vertiscos
Vertiscos est un aristocrate Rèmes, peuple dont le territoire est localisé en Champagne. Il est le préfet de la cavalerie de son peuple, allié aux Romains. Selon Venceslas Kruta, il aurait assumé la fonction de « vergobret ».

## Famille
Il est probablement issue de l'aristocratie.

## Biographie

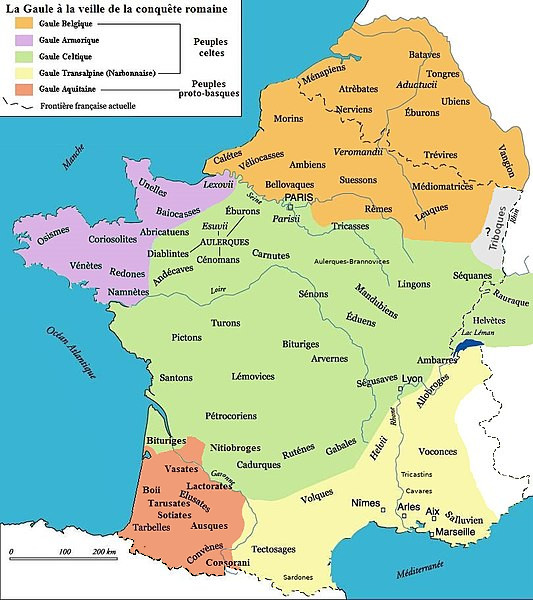
Carte des peuples celtes de Gaule.

Il nous est connu par une mention de Jules César, dans ses Commentaires sur la Guerre des Gaules (Livre VIII, 13), dont il note le grand âge, ce qui ne le dispense pas du commandement, ni du combat.

En 51 av. J.-C. alors que les Bellovaques attaquent les Romains, ce sont leurs alliés rèmes qui doivent assurer la défense. C'est au cours de cette embuscade que Vertiscos est tué.
« [...] Vertisco, principe ciuitatis, praefecto equitum ; qui cum uix equo propter aetatem posset uti, tamen consuetudine Gallorum neque aetatis excusatione in suscipiendapraefectura usus erat neque dimicari sine se uoluerat.» «[...] le premier magistrat de leur cité [les Rèmes], Vertiscos, qui commandait la cavalerie : il pouvait à peine, en raison de son grand âge, se tenir à cheval, mais, selon l’usage des Gaulois, il n’avait pas voulu que cette raison le dispensât du commandement ni que l’on combattit sans lui. »

## Sources et bibliographie
- Venceslas Kruta, Les Celtes, Histoire et Dictionnaire, page 858, Éditions Robert Laffont, coll. « Bouquins », Paris, 2000,  (ISBN 2-7028-6261-6)
- John Haywood (intr. Barry Cunliffe, trad. Colette Stévanovitch), Atlas historique des Celtes, éditions Autrement, Paris, 2002,  (ISBN 2-7467-0187-1)
- Albert Grenier, Les Gaulois, Petite bibliothèque Payot, Paris, 1970,  (ISBN 2-228-88838-9)
- Danièle et Yves Roman, Histoire de la Gaule, Librairie Arthème Fayard, Paris, 1997,  (ISBN 2-7028-1646-0)
- Consulter aussi la Bibliographie sur les Celtes

## Wikisource
- Jules César, Commentaires sur la guerre des Gaules, Livre VIIII